# Fælles Kurs
Fælles Kurs (FK) (svenska Gemensam kurs) var ett danskt parti, bildat den 19 april 1986 av personer som tidigare uteslutits ur eller lämnat Danmarks kommunistiska parti.
Vid folketingsvalet 1987 fick partiet fyra mandat som de (med bara 0,1% marginal) förlorade vid valet året därpå.
Vid Folketingsvalet 1990 ställde partiet upp på en gemensam lista med Trivselpartiet på grund av att bägge partierna var motståndare till invandring. Men försöket misslyckades och FK ställde sedan aldrig upp i folketingsvalen.
Preben Möller Hansen var fram till 1998 partiledare och satt med i stadsfullmäktige i Köpenhamn fram till 2001.
Detta år beslutade man att lägga ner partiet och uppmana medlemmarna att gå in i Danmarks Kommunistiske Parti (DKP).
FK:s sista partiledare, Gitte Thomsen har senare valts till vice ordförande för DKP. I november 2005 kandiderade hon för Enhedslisten i kommun- och regionvalen i Nordjylland.